# شان پاتریک مالنی
شان پاتریک مالنی (به انگلیسی: Sean Patrick Maloney) نمایندهٔ حوزه انتخابیه هجدهم نیویورک از حزب دموکرات ایالات متحده آمریکا در مجلس نمایندگان ایالات متحده آمریکا است که برای نخستین‌بار در ۶ ژانویه ۲۰۱۳ میلادی به‌عضویت این مجلس درآمد.